# Poprad
Poprad (ty. Deutschendorf) är en stad i norra Slovakien. Poprad har järnväg- och nästan fullständig motorvägförbindelse med Slovakiens huvudstad Bratislava och landets näst största stad Košice. Poprad är beläget på slätten söder om fjällkedjan Tatra. En sevärd del av Poprad är stadsdelen Spišská Sobota där vackra hus, varav många pensionat och hotell, omgärdar ett större torg med bildskön renässanskyrka.  
Poprad grundades på 1100-talet av tyskar. Staden har senare bland annat varit känd för sin hälsobrunn.
Poprad är även en å i Slovakien med upprinnelse i Tatrafjällen. 
Slovakiska tennisstjärnan Daniela Hantuchová är född i staden.